# Edgena De Lespine
Edgena De Lespine (Galveston, febbraio 1882 – New York, 30 gennaio 1920) è stata un'attrice statunitense di teatro e di vaudeville che lavorò nel cinema all'epoca del muto prima alla Reliance Film Company e poi alla Biograph.

## Filmografia
- Votes for Women, regia di Hal Reid - cortometraggio (1912)
- Love Knows No Laws - cortometraggio (1912)
- Thorns of Success, regia di Robert Goodman - cortometraggio (1912)
- The Old Mam'selle's Secret - cortometraggio (1913)
- Poor Finney - cortometraggio (1912)
- The Fires of Conscience, regia di Oscar Apfel - cortometraggio (1912)
- Rowdy Comes Home - cortometraggio (1912)
- A Night of Terror - cortometraggio (1913)
- Evelyn's Strategy - cortometraggio (1913)
- The Judge's Vindication, regia di Oscar Apfel - cortometraggio (1913)
- The Bawlerout, regia di Oscar Apfel - cortometraggio (1913)
- The Good Within, regia di Frederick Sullivan - cortometraggio (1913)
- The Eternal Sacrifice - cortometraggio (1913)
- London Assurance, regia di Lawrence B. McGill - cortometraggio (1913)
- Half a Chance, regia di Oscar Apfel - cortometraggio (1913)
- The House of Pretense - cortometraggio (1913)
- Dick's Turning, regia di Lawrence B. McGill - cortometraggio (1913)
- The Wager, regia di Lawrence B. McGill - cortometraggio (1913)
- Ashes, regia di Oscar Eagle e Edgar Lewis - cortometraggio (1913)
- The Little Pirate - cortometraggio (1913)
- Runa Plays Cupid - cortometraggio (1913)
- The Social Secretary - cortometraggio (1913)
- Between Home and Country - cortometraggio (1913)
- Twickenham Ferry - cortometraggio (1913)
- The Hardest Way